# Wythall
Wythall – wieś w Anglii, w hrabstwie Worcestershire, w dystrykcie Bromsgrove. Leży 31 km na północny wschód od miasta Worcester i 155 km na północny zachód od Londynu. W 2001 miejscowość liczyła 11 377 mieszkańców.